# 가와사키 닌자 300
가와사키 닌자 300(영어: Kawasaki Ninja 300)은 2012년에 가와사키 중공업에서 2013년 모델로 출시한 296 cc (18.1 cu in) 닌자 시리즈 스포츠 바이크로, 아시아, 호주, 유럽 및 북미에서만 판매 중이다.